# 上伊那地域

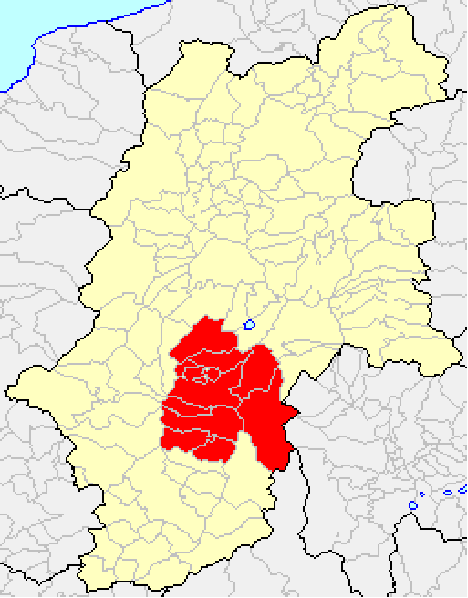
赤い部分が上伊那地域。

上伊那地域（かみいなちいき、上伊那地方）は、長野県南信地方の伊那市を中心とした地域のことを指す名称で、県を10地域に分けるときに用いられる。
上伊那広域連合の範囲に一致する。2005年8月1日時点の人口は193,209人。上伊那地域の方言がある。

## 自治体
- 伊那市
- 駒ヶ根市
- 上伊那郡飯島町
- 上伊那郡辰野町
- 上伊那郡箕輪町
- 上伊那郡中川村
- 上伊那郡南箕輪村
- 上伊那郡宮田村

## 管内の特別地方公共団体

### 広域連合
- 上伊那広域連合

### 一部事務組合
- 伊那中央行政組合 - 伊那市、箕輪町、南箕輪村で構成。伊那中央病院や、し尿処理施設等の運営を共同で行う。
- 伊南行政組合 - 駒ヶ根市、飯島町、中川村、宮田村で構成。火葬場や昭和伊南総合病院、し尿処理施設等の運営を共同で行う。

## 上伊那地域振興局
- 〒396-8666 伊那市荒井3497番地